# Колледж Иисуса (Оксфорд)
Колледж Иисуса (Jesus College, полное название — Jesus College in the University of Oxford of Queen Elizabeth’s Foundation) — один из колледжей Оксфордского университета. Основан в 1571 году королевой Елизаветой I. Находится в центре города.
В настоящее время насчитывает до ста членов и лекторов и более 500 учащихся (из них более 300 на бакалавриате, 90 % британцы и около половины — женщины).
Поддерживает тесные связи с Уэльсом.
С 1974 года разрешён приём женщин.
Среди видных воспитанников колледжа Лоуренс, Томас Эдвард, лидер лейбористской партии и премьер-министр Великобритании в 1964—1970 и 1974—1976 гг. Вильсон, Гарольд, главный министр Ямайки с 1955 по 1962 год Мэнли, Норман. Робертс, Льюис Эдвард Джон, известный британский химик-ядерщик, Джаясвал, Каши Прасад, видный индийский историк.
В 1967-84 колледж возглавлял Джон Хабаккук.